# Jim Renacci
James Renacci dit Jim Renacci, né le 3 décembre 1958 à Monongahela, est un homme politique américain membre du Parti républicain. Il représente le seizième district de l'Ohio à la Chambre des représentants des États-Unis entre 2011 et 2019. Il fut par ailleurs maire de Wadsworth de 2004 à 2008.
En mars 2017, il annonce sa candidature au poste de gouverneur de l'Ohio lors de l'élection de 2018. Lorsque le trésorier de l'État Josh Mandel se retire des élections sénatoriales en raison des problèmes de santé de sa femme, Renacci choisit de se présenter au Sénat des États-Unis, soutenu par Mandel, le sénateur Rob Portman et le président Donald Trump.
Le 8 mai 2018, il remporte la primaire républicaine avec plus de 47 % des voix et est investi officiellement comme candidat de son parti au poste de sénateur de l'Ohio. Il affronte le 6 novembre 2018 le candidat officiel du Parti démocrate, le sénateur sortant Sherrod Brown, mais celui-ci le bat avec 53,2 % des voix, contre seulement 46,8 % pour le républicain.
En 2021, il annonce sa candidature à l'élection gouvernatoriale de l'Ohio de 2022 contre le gouverneur républicain sortant, Mike DeWine. Donald Trump lui apporte à nouveau son soutien en déclarant « Rendons sa grandeur à l'Ohio ! » . Bien qu'ayant dépensé plusieurs de sa fortune personnelle dans sa campagne, il termine deuxième de la primaire contre le gouverneur sortant.